# Love & Other Obsessions
Love & Other Obsessions è il sedicesimo album in studio del gruppo musicale statunitense Spyro Gyra, pubblicato il 14 marzo 1995.

## Tracce
1. Lost and Found (Jay Beckenstein) – 5:09
2. Ariana (arrangiata da Chieli Minucci) – 5:07 (Jeremy Wall)
3. Serengeti (arrangiata da Russel Ferrante e Alex Acuña) – 4:54 (Dave Samuels)
4. Fine Time to Explain (Scott Kreitzer) – 4:40
5. Third Street (Jay Beckenstein) – 4:48
6. Group Therapy (All Members) – 5:45
7. Horizon's Edge (arrangiata da Scott Kreitzer) – 5:01 (Jay Beckenstein)
8. Let's Say Goodbye (Scott Kreitzer/Anthony Pompa) – 4:32
9. On Liberty Road (for South Africa) (Scott Ambush) – 5:52
10. Rockin' a Heart Place (Jay Beckenstein/Joel Rosenblatt) – 5:23
11. Baby Dreams (Tom Schuman) – 4:43

## Formazione
- Jay Beckenstein – sassofoni
- Tom Schuman – tastiere
- Julio Fernandez – chitarra
- Joel Rosenblatt – batteria
- Scott Ambush – basso
- Dave Samuels – vibrafono, marimba

### Altri musicisti
- Bashiri Johnson – percussioni
- Russell Ferrante – tastiere (traccia 3)
- Sammy Merendino – batteria prog. (traccia 5)
- Steve Skinner – batteria prog. (traccia 2)
- Barrington Henderson, Deniece Williams – voce (traccia 8)
- Jesse Levy, Eugene J. Moye, Jr. – violoncello (tracce 2 e 9)
- Billy Cliff – voce (tracce 3, 4 e 8)
- Wondress Hutchinson – voci (traccia 8)
- Vaneese Thomas – voce (traccia 2)
- Anthony Michael Pompa, Jana Jillis, Keith Fluitt – voci (tracce 4 e 8)

### Sezione fiati
- No Sweat Horns arrangiata da Scott Kreitzer
- Barry Danelian – tromba e flugelhorn
- Randy Andos – tromboni
- Scott Kreitzer – sassofono tenore, clarinetto e flauti